# هرات بر
هرات بر، روستایی از توابع بخش چابکسر دهستان اوشیان در استان گیلان ایران است.

## جمعیت
این روستا در دهستان اوشیان قرار دارد و براساس سرشماری مرکز آمار ایران در سال ۱۳۸۵، جمعیت آن ۲۰۷ نفر (۶۳خانوار) بوده‌است.